# 贡捷堡区
贡捷堡区（法語：Arrondissement de Château-Gontier）是法国马耶讷省所辖的一个区，下辖76个市镇。总面积1527.39平方公里，2017年的总人口为73615，人口密度48人/平方公里。主要城镇为贡捷堡、克朗等。